# Moshe Mordechai Epstein
Moshe Mordechai Epstein (né le 7 mars 1866 à Bakst, en Lituanie et mort le 28 novembre 1933 à Jérusalem) est le fondateur et rosh yeshiva de la Yeshiva de Slobodka à Kaunas en Lituanie en 1881, un des grands talmudistes du XXe siècle. Il est un des fondateurs de la ville de Hadera en Palestine mandataire (aujourd'hui en Israël).

## Biographie
Moshe Mordechai Epstein,,, est né le 7 mars 1866 à Bakst, en Lituanie.
Il est le beau-frère du rabbin Isser Zalman Meltzer.
Sa fille Pesha Miryam Epstein, née en 1900 et morte le 1er août 1970, est l'épouse du rabbin Yechezkel Sarna.

### Visite aux États-Unis et au Canada
En mars 1924, le rabbin Abraham Isaac Kook fait un séjour aux États-Unis et au Canada pour lever des fonds pour les institutions de la Torah en Palestine mandataire et en Europe. Il est accompagné du rabbin Moshe Mordechai Epstein, qui est le Rosh yeshiva de la Yeshiva de Slobodka et du rabbin Dov Baer Kahana Shapiro, le rabbin de Kovno (Kaunas) en Lituanie

## Œuvres
- (he) Sefer Levush Mordechai - Bava Kamma [8]

## Élèves
- Yaakov Kamenetsky[9]
- Yaakov Yitzchok Ruderman[10]
- Avraham Shapira
- Harry Austryn Wolfson